# 工商及旅遊科
工商及旅遊科，是中華人民共和國香港特別行政區政府商務及經濟發展局轄下的部門，主要負責處理有關香港工業、香港商業及香港旅遊業的事宜。部門首長為商務及經濟發展局常任秘書長（工商及旅遊科）。
2022年的政府架構重組，因旅遊抽調至新成立的文化體育及旅遊局，該部門解散。

## 工作範圍
- 對外商貿關係
- 為工商業提供支援
- 保護知識產權
- 促進外來投資
- 旅遊業
- 保障消費者的權益
- 促進競爭
- 氣象服務
- 郵政服務
- 政府電子貿易服務
- 專業服務發展資助計劃

## 相關部門
- 旅遊事務署
- 旅行代理商註冊處
- 香港天文台
- 知識產權署
- 投資推廣署
- 香港郵政
- 工業貿易署
- 香港經濟貿易辦事處 (海外)
- 「一帶一路」辦公室

## 外部連結
- 香港特別行政區政府 商務及經濟發展局工商及旅遊科 （页面存档备份，存于）